# Рязанов, Иван Якимович
Иван Якимович Рязанов — екатеринбургский купец 1-й гильдии.   Городской голова (в 1853—1856 годах) Екатеринбурга,  потомственный почётный гражданин.

## Биография
Сын купца-старообрядца Я. М. Рязанова и купеческой дочки Афанасии Васильевны Харитоновой.
После смерти отца вместе с братом основал (в 1850 году) торговый дом «Якима Рязанова сыновья».
Занимался золотодобычей, в том числе в Оренбургской губернии.
В 1854 году выкупил усадьбу обанкротившегося купца-золотопромышленника Полиевкта Ивановича Коробкова (брата купца Максима Ивановича Коробкова). Ныне эта усадьба (с надстроенными этажами) имеет адрес проспект Ленина, 17.
Вслед за отцом был одним из лидеров старообрядческой общины Екатеринбурга.
С 1872 года  И. Я. Рязанов постоянно избирался гласным городской думы по 1-му разряду.

## Семья
Женился на Анастасии Егоровне Китаевой (ок. 1820-1880), дочери управляющего Верх-Исетским заводом и лидера местных староверов Егора Артемьевича Китаева.